# Federația de Fotbal din Guyana
Federația de Fotbal din Guyana este forul ce guvernează fotbalul în Guyana. Se ocupă de organizarea echipei naționale și a altor competiții fotbalistice din stat, precum Liga de Fotbal Guyaneză.